# Едуард Гейне
Генріх Едуард Гейне (15 березня 1821, Берлін, Німеччина — 21 жовтня 1881, Галле, Німеччина) — німецький математик. Учень Діріхле.

## Біографія
Народився 15 березня 1821 року.
Гейне вивчав математику в Геттінгенському університеті, Університеті ім. Гумбольдта в Берліні й в Альбертіні в Кенігсберзі (сьогодні Калінінград), був професором математики в Бонні й в Галле. Працюючи в Галле, він займався переважно теорією потенціалу, теорією функцій і диференціальними рівняннями. Похований в Галле.
Помер 21 жовтня 1881 року.
Його ім'ям названі теорема Кантора — Гейне, теорема Гейне—Бореля, визначення границі функції з Гейне.